# Megajoule
| Grotere en kleinere eenheden | Grotere en kleinere eenheden | Grotere en kleinere eenheden |
| factor                       | naam                         | symbool                      |
| ---------------------------- | ---------------------------- | ---------------------------- |
| 10−12                        | picojoule                    | pJ                           |
| 10−9                         | nanojoule                    | nJ                           |
| 10−6                         | microjoule                   | μJ                           |
| 10−3                         | millijoule                   | mJ                           |
| 1                            | joule                        | J                            |
| 103                          | kilojoule                    | kJ                           |
| 106                          | megajoule                    | MJ                           |
| 109                          | gigajoule                    | GJ                           |
| 1012                         | terajoule                    | TJ                           |
| 1015                         | petajoule                    | PJ                           |
| 1018                         | exajoule                     | EJ                           |
| 1021                         | zettajoule                   | ZJ                           |

De megajoule is een tot het SI behorende afgeleide eenheid en is een maat voor de natuurkundige grootheid energie. De eenheid heeft het symbool MJ. Een megajoule is gelijk aan 106 J, ofwel 1 000 000 joule.